# Марвін Аньєбо
'Марвін Хосе Аньєбо Палларуело (ісп. Marvin José Anieboh Pallaruelo; нар. 26 серпня 1997, Мадрид, Іспанія) — гвінейський футболіст, центральний та правий захисник іспанського клубу «Касереньо» та національної збірної Екваторіальної Гвінеї.

## Ранні роки
Народився в Мадриді в батька-нігерійця та мати з Екваторіальної Гвінеї. Має іспанське походження через свого діда по материнській лінії та Бубі за походженням через свою бабусю по материнській лінії.

## Клубна кар'єра
На молодіжному рівні виступав за «Алькоркон», «Хетафе» та «Фуенлабраду». У сезоні 2016/17 років дебютував на дорослому рівні у складі «Фуенлабради Б», яка виступала в регіональному чемпіонаті. 24 серпня 2017 року відданий в 1-річну оренду до клубу Терсера Дивізіону «Лос-Єбеньєс».
22 серпня 2018 року уклав договір з іншим клубом четвертого дивізіону, «Карабанхелем». Напередодні старту сезону 2018/19 років підписав контракт з іншим колективом четвертого дивізіону Іспанії, «Алькорконом Б».
17 грудня 2019 року дебютував за першу команду «Алькоркона», вийшовши на поле в стартовому складі в програному (0:1) поєдинку Кубку Іспанії 2019/20 проти «Касереньо».

## Кар'єра в збірній
Завдяки своєму походженню марвін на міжнародному рівні мав право представляти Іспанію, Нігерію або Екваторіальну Гвінею. У 2015 році виступав за молодіжну збірну Екваторіальної Гвінеї. У жовтні 2016 року отримав свій перший виклик до національної збірної Екваторіальної Гвінеї на товариський матч проти Лівану (0:0), але на полі так і не з'явився.
До збірної повернувся 2019 року. Дебютував за Екваторіальну Гвінею 19 листопада 2019 року в програному (0:1) поєдинку групи J кваліфікації Кубку африканських націй 2021 проти Тунісу.
Потрапив до списку гравців, які поїхали на Кубок африканських націй 2021 року.

## Статистика виступів

### У збірній
| Дата       | Місто  | Господарі            | Результат | Гості | Турнір                                  | Голи | Примітки |
| ---------- | ------ | -------------------- | --------- | ----- | --------------------------------------- | ---- | -------- |
| 19-11-2019 | Малабо | Екваторіальна Гвінея | 0 – 1     | Туніс | Відбір до Кубка африканських націй 2021 | -    |          |
| Усього     |        | Матчів               | 1         |       | Голів                                   | 0    |          |